# Junior Huerta
Junior Huerta Salazar (Lima, 19 de abril de 1989) es un futbolista peruano. Juega de defensa y su equipo actual es Unión Huaral de la Liga 2.

## Trayectoria
Comienza su carrera profesional desde el 2008 en la Universidad San Martín de Porres. Con este equipo, obtiene su primer título nacional en 2008. Entre el 2010 y 2012 compartió la defensa junto al seleccionado nacional Aldo Corzo. En el 2015 jugó por Deportivo Municipal, donde consiguió clasificar a la Copa Sudamericana 2018.

## Clubes
| Club                     | País | Año         |
| ------------------------ | ---- | ----------- |
| Universidad San Martín   | Perú | 2008        |
| CNI                      | Perú | 2009        |
| Universidad San Martín   | Perú | 2010-2012   |
| León de Huánuco          | Perú | 2013        |
| Club Deportivo Municipal | Perú | 2015        |
| Universidad San Martín   | Perú | 2016        |
| Ayacucho FC              | Perú | 2017        |
| Universidad San Martín   | Perú | 2018 - 2019 |
| Unión Huaral             | Perú | 2020 -      |

## Palmarés
| Título                    | Club                   | País | Año  |
| ------------------------- | ---------------------- | ---- | ---- |
| Primera División del Perú | Universidad San Martín | Perú | 2008 |
| Primera División del Perú | Universidad San Martín | Perú | 2010 |

- Datos: Q5956394